# Mellifera
Mellifera e. V. ist ein gemeinnütziger Verein in der baden-württembergischen Stadt Rosenfeld, der sich für den Schutz der Bienen und die Wesensgemäße Bienenhaltung der Westlichen Honigbiene (Apis mellifera) einsetzt. Mellifera e. V. entwickelt ökologische Betriebsweisen für die Imkerei. Ein Ziel dabei ist die langfristige Verbesserung der Gesundheit der Bienen. Ein weiterer Schwerpunkt der Vereinsarbeit ist die Förderung blühender Lebensräume für Bienen, Hummeln, Schmetterlinge und weitere bestäubende Insekten. Der Verein hat etwa 2.000 Mitglieder, 59 Regionalgruppen und etwa 5.000 Bienenpaten.

## Mission/Vision
Als Mission setzt sich Mellifera e. V. die Förderung der Bienen und die Gestaltung ihrer Lebensräume. Als Vision sieht der Verein eine Gesellschaft, in welcher der Mensch mit einer vielfältigen Natur und Bienen in Einklang lebt.

## Geschichte
Seit 1985 trafen sich angesichts der sich in Deutschland ausbreitenden Varroamilbe unter der Federführung von Thomas Radetzki regelmäßig Imker an der Fischermühle in Rosenfeld, welche der Frage nachgingen, wie sie den Bienen helfen können, mit der Varroamilbe zurechtzukommen. Die Grundlage dafür bildeten die Bienenvorträge des österreichischen Begründers der Anthroposophie Rudolf Steiner.
Am 6. Januar 1986 ist der Verein in Rosenfeld unter dem Namen „Vereinigung für wesensgemäße Bienenhaltung“ gegründet worden. In den ersten Vereinsjahren stand die Grundlagenentwicklung für den Naturwabenbau und für die Vermehrung von Bienenvölkern auf der Basis des Schwarmtriebs im Vordergrund der Vereinsarbeit sowie auch verschiedenste Experimente, welche sich mit Bienenkulturen befassten z. B. Ameisensäure-Anwendungsformen oder Bienenüberwinterungen in Erdkellern.
Zudem lag ein langjähriger Schwerpunkt bereits seit der Gründung auf der Arbeit mit sowohl traditionellen als auch neu entwickelten Bienenkörben.
1989 fanden in der vereinseigenen Lehr- und Versuchsimkerei Fischermühle erste Versuche mit Oxalsäure zur Varroosebehandlung der Bienen statt. Das dort entwickelte Oxalsäure-Sprühverfahren wurde 1993 offiziell zugelassen und ist eines der wichtigsten Behandlungsmittel gegen die Varroose. In Deutschland ist das Verfahren seit 2017 zugelassen, wird aber nicht uneingeschränkt empfohlen.
Die von Mellifera entwickelte Betriebsweisen bildeten 1995 die Grundlage für die Richtlinien für die Demeter-Bienenhaltung.
2000 wurde die Vereinigung für wesensgemäße Bienenhaltung e. V. zu Mellifera e. V. umbenannt.

## Auszeichnungen
Am 12. Februar 2011 erhielt Imkermeister Thomas Radetzki als geschäftsführender Vorstand von Mellifera e. V. den Apisticus Ehrenpreis für besondere Verdienste in der Imkerei und Bienenkunde.
Am 25. Januar 2013 hat die Bundesministerin für Ernährung, Landwirtschaft und Verbraucherschutz Ilse Aigner die vereinseigene Lehr- und Versuchsimkerei Fischermühle mit dem „Förderpreis Ökologischer Landbau“ ausgezeichnet.
Ende Oktober 2013 wurden Thomas Radetzki und Achim Willand durch den Deutschen Berufs- und Erwerbsimkerbund der Goldene Stachel verliehen.
2016 erhielt der Verein den Nachhaltigkeitspreis der Neumarkter Lammsbräu.
Das Projekt „Blühpate werden“ der Initiative Netzwerk Blühende Landschaft wurde am 27. Juli 2017 und am 1. Juli 2019 von der UN Dekade Biologische Vielfalt ausgezeichnet.

## Initiativen
Mellifera e. V. organisiert seine Aktivitäten heute in drei Initiativen, die unterschiedliche Arbeitsbereiche vertreten.

### Wesensgemäße Bienenhaltung
Die Initiative Wesensgemäße Bienenhaltung setzt sich für einen respektvollen Umgang mit dem Bienenvolk ein. Auf Basis einer ganzheitlichen Betrachtung des Bienenvolkes in Landschaft, Jahreslauf und innerhalb der Kulturbeziehung der Bienen mit dem Menschen entwickelt sie wesensgemäße imkerliche Betriebsweisen weiter.
In Kursen und Seminaren vermittelt sie imkerliche Kenntnisse. In deren Zentrum stehen die Schwarmbetriebsweise, Naturwabenbau, die Integrität des Brutnestes sowie die persönliche Haltung des imkernden Menschen. Sie organisiert Begegnungsmöglichkeiten mit dem Bien: imkernd, künstlerisch und spirituell.
Außerdem führt die Initiative wissenschaftliche Forschungsprojekte zur Gesundheit der Honigbienen durch.

### Netzwerk Blühende Landschaft
Das Netzwerk blühende Landschaft setzt sich für die Erhaltung von Artenvielfalt bei Insekten und Blüten ein. Über verschiedenste Projekte werden neue Lebensräume geschaffen und Nahrungsangebote für Insekten geboten.

### Bienen machen Schule
Bienen machen Schule ist die pädagogische Initiative von Mellifera e. V. und befasst sich über eine erlebnisorientierte Bienenpädagogik mit den Themen Biodiversität, Ökosysteme und wesensgemäße Bienenhaltung. Dabei kooperiert sie mit Bildungseinrichtungen, Imkern und Pädagogen.
Die Gründung erfolgte 2010 mit dem Ziel, bereits bei Kindern und Jugendlichen ein verstärktes Umweltbewusstsein und ein Wertebewusstsein für Nachhaltigkeit zu schaffen. Um das Lernen mit und von der Biene zu ermöglichen, wird diese als lebendiges Medium genutzt. Die Wissensvermittlung erfolgt über Kinderbücher, Lernspiele, Erlebnissets und Erlebnistage.
Für Pädagogen werden Weiterbildungen, Tagungen, Praxiskurse und Lehrmaterialien angeboten.

## Regionalgruppen
Alle drei Initiativen haben eigene Regionalgruppen. Diese engagieren sich ehrenamtlich und können über das offizielle Mellifera-Netzwerk gefunden werden.
Die Regionalgruppen des Netzwerk Blühende Landschaft tragen die Mission des Netzwerk Blühende Landschaft in die Welt und setzen Maßnahmen zur Förderung von Insekten vor Ort mit lokalen Partnern und Bündnissen um. Das NBL unterstützt sie dabei mit Materialien und Ideen.
Die Regionalgruppen von Bienen machen Schule bieten pädagogische Angebote, welche sich mit den Themen Nachhaltigkeit, Biodiversität und Natur vor dem Hintergrund der Biene befassen.
Die Regionalgruppen von der Initiative Wesensgemäße Bienenhaltung widmen sich sowohl Veranstaltungen und Kursen zu wesensgemäßer Bienenhaltung als auch der Forschung.
Insgesamt gibt es etwa 60 Regionalgruppen.